# Роалдсёй, Алванне
Алванне Бенедикт Роалдсёй (норв. Alwande Benedict Roaldsøy; род. 9 июня 2004, Лёренскуг, Акерсхус) — норвежский футболист, полузащитник клуба «Молде».

## Клубная карьера
Роалдсёй — воспитанник клуба «Дрёбак-Фрогн». В 2020 году игрок перешёл в итальянскую «Аталанту», где выступал за дублирующий состав. В начале 2024 года Роалдсёй вернулся на родину, подписав контракт с «Молде». 7 апреля в матче против «Хам-Кам» он дебютировал в Типпелиге.

## Международная карьера
В 2023 году в составе юношеской сборной Норвегии Роалдсёй принял участие в юношеском чемпионате Европы на Мальте. На турнире он сыграл в матчах против команд Испании, Исландии, Греции и Португалии. в поединках против греков и исландцев Алванне забил по голу.